# .45 ACP
.45 ACP (Automatic Colt Pistol, 11.43 x 23 mm) er en pistolammunition udviklet af våbendesigneren John Browning i 1905, til brug i prototypen på den semiautomatiske pistol der blev udviklet til Colt M1911.
.45 ACP blev en af de mest brugte pistolkalibre nogensinde, både i militære og civile håndvåben. Kaliberen har været brugt i utallige håndvåben og maskinpistoler, blandt andet den kendte Thompson maskinpistol.